# Tokunaga Muneo
Tokunaga Muneo (徳永宗雄), né en 1945 et mort le 1er août 2016 à Kyoto, est un indianiste japonais, diplômé d'un programme doctoral de l'université Harvard. Il enseigne de nos jours au département d'indologie de l'université de Kyoto.
Tokunaga Muneo est un spécialiste du sanskrit et des Vedas. Spécialiste de la poésie épique indienne, il a donné en 1994 la première version numérique consultable, au format ASCII,  du Mahabharata, fondée sur l'édition critique de Pune. Cette version a par la suite été revue par John D. Smith (en). Tokunaga a également transcrit l'ancienne épopée indienne, le Ramayana, à partir de l'édition critique de Baroda, qui a aussi servi de base à Smith pour sa version numérique révisée.

## Source de la traduction
- (en) Cet article est partiellement ou en totalité issu de l’article de Wikipédia en anglais intitulé « Tokunaga Muneo » (voir la liste des auteurs).